# 朝鮮プロレタリア芸術家同盟
朝鮮プロレタリア芸術家同盟（ちょうせんぷろれたりあげいじゅつかどうめい）は、1925年に設立された朝鮮の社会主義団体。エスペラント語の Korea Artista Proleta Federacio の頭文字を取ってKAPF(カップ、카프)と呼ばれる。

## 概略
朝鮮で、左翼文化運動団体「焰群社」と無産化階級文学運動団体「パスキュラ」が合同して、1925年8月、設立される。朴英熙、金基鎮、李浩、李相和、安碩柱、宋影が発起人であり、李箕永、崔曙海、韓雪野、林和、安漠、朴八陽らが加わる。1927年には、趙重滾、金斗鎔、洪暁民、韓植らが参加し、さらに階級意識的な文学活動を推し進めた。KAPFの機関紙として『文芸運動』を発行、当時の朝鮮において、左翼文学の総本山として活動する。
KAPF結成当時は、焰群社の綱領をそのまま踏襲し、マルクス主義研究会などを行いながら、左翼文学の理論を論じ合う。1927年9月に、新綱領が採択され、KAPFの活動はさらに文学の理論化が推し進められる。KAPF以前にいわゆる「新傾向派」と呼ばれた文学的態度を批判、発展させながら、階級イデオロギーの反映、マルクス・レーニン主義に立脚した写実主義作品を書くことを求めた。1931年、組織を改編し、文学同盟、演劇同盟、映画同盟、美術同盟など各分野を独立させ、中央協議体として、プロレタリア芸術同盟を置いた。
KAPFの最大の目的は、当時、李光洙、金東仁、廉想渉といったブルジョア文士の打倒であり、文学を革命的思想の理論と伝播に利用することであった。しかし、あまりに芸術性を無視しすぎていたため、プロ文学作家の作品は文学としての面白さにかけていた、と、後に韓雪野は述懐する。KAPFは、朝鮮総督府の取締と、「海外文学派」との対立、そしてなにより、経済的な困窮と戦わなければならなかった。
1930年頃、日本から帰国した林和、権煥、金南天、安漠らがボリシェヴィキ主義を主張し、KAPF内で意見が二分する。1931年6月15日から10月初めにかけて、第1次カップ一斉検挙で70人余りが捕まり、1934年4月に、第2次カップ一斉検挙で80人余りが逮捕された。これにより、プロレタリア文学活動は大打撃を受け、1935年6月、KAPFは総督府により正式に解散させられた。